# Campionat del món de mig fons darrere motocicleta
El Campionat del món de mig fons darrere motocicleta era el campionat del món de ciclisme darrere moto i estava organitzat anualment per l'UCI, dins els Campionats del Món de Ciclisme en pista.
Estava separat en una modalitat amateur i una de professional. L'amateur va començar el 1893 i va durar fins al 1992 fins que es va unir a la professional en una modalitat "Open". La modalitat professional va començar el 1895 i es disputà fins al 1994.
Els ciclistes amb més victòries foren el britànic Leon Meredith, amb 7 victòries en categoria amateur, el mallorquí Guillem Timoner, amb 6 victòries en categoria professional.

## Pòdiums dels Guanyadors

### Amateur (1893-1992)
| Proves    | Or                            | Plata                        | Bronze                         |
| 1893      | Laurens Meintjes (RSA)        | Charles Albrecht (GER)       | Emil Ulbricht (EUA)            |
| 1894      | Wilhelm Henie (NOR)           | Jack Green (GBR)             | Georges Van Oolen (BEL)        |
| 1895      | Mathieu Cordang (NED)         | Cees Witteveen (NED)         | Wilhelm Henie (NOR)            |
| 1896      | Ferdinand Ponscarme (FRA)     | Michael Djakoff (RUS)        | Andreas Hansen (DEN)           |
| 1897      | Edward Gould (GBR)            | Emile Ouzon (FRA)            | Anders Rasmussen Tjæreby (DEN) |
| 1898      | Albert-John Cherry (GBR)      | Gunther Graben (GER)         | Anton Huneck (AUT)             |
| 1899      | John Nelson (EUA)             | Ben Goodson (AUS)            | William Riddle (CAN)           |
| 1900      | Louis Bastien (FRA)           | Wilhelm Henie (NOR)          | Roger Hildebrand (FRA)         |
| 1901      | Heinrich Sievers (GER)        | Bruno Salzmann (GER)         | Alfred Görnemann (GER)         |
| 1902      | Alfred Görnemann (GER)        | Willy Keller (GER)           | Johan Dielhe (NED)             |
| 1903      | Edmond Audemars (SUI)         | Vittorio Carlevaro (ITA)     | Reinhold Herzog (GER)          |
| 1904      | Leon Meredith (GBR)           | Billy Pett (GBR)             | George A. Olley(GBR)           |
| 1905      | Leon Meredith (GBR)           | Willy Mest (GER)             | Auguste Carremans (BEL)        |
| 1906      | Maurice Bardonneau (FRA)      | Victor Tubbax (BEL)          | Emile Eigeldinger (FRA)        |
| 1907      | Leon Meredith (GBR)           | Victor Tubbax (BEL)          | Maurice Brocco (FRA)           |
| 1908      | Leon Meredith (GBR)           | Gustav Janke (GER)           | Léon Vanderstuyft (BEL)        |
| 1909      | Leon Meredith (GBR)           | Maurice Cuzin (FRA)          | Georges Patou (BEL)            |
| 1910      | Henri Hens (BEL)              | Louis Delbor (FRA)           | Sydney F. Bailey (GBR)         |
| 1911      | Leon Meredith (GBR)           | Bertus Mulckhijze (NED)      | Pietro Lori (ITA)              |
| 1912      | No disputat                   | No disputat                  | No disputat                    |
| 1913      | Leon Meredith (GBR)           | Alex Beyer (GER)             | Cor Blekemolen (NED)           |
| 1914      | Cor Blekemolen (NED)          | Jacques Van Ginkel (BEL)     | Walter Stelzer (GER)           |
| 1915-1955 | No disputat                   | No disputat                  | No disputat                    |
| 1958      | Lothar Meister (RDA)          | Heinz Wahl (RDA)             | Arie van Houwelingen (NED)     |
| 1959      | Arie van Houwelingen (NED)    | Bernard Deconinck (FRA)      | Lothar Meister (RDA)           |
| 1960      | Georg Stoltze (RDA)           | Siegfried Wustrow (RDA)      | Henk Buis (NED)                |
| 1961      | Leendert van der Meulen (NED) | Siegfried Wustrow (RDA)      | Georg Stoltze (RDA)            |
| 1962      | Romain De Loof (BEL)          | Hans Lauppi (SUI)            | Christian Giscos (FRA)         |
| 1963      | Romain De Loof (BEL)          | Karl-Heinz Matthes (RFA)     | Ueli Luginbhül (SUI)           |
| 1964      | Jaap Oudkerk (NED)            | Jean Walschaerts (BEL) ·     | Daniel Salmon (FRA)            |
| 1965      | Miquel Mas (ESP)              | Etienne Van Der Vieren (BEL) | Alain Maréchal (FRA)           |
| 1966      | Piet de Wit (NED)             | Bert Romyn (NED)             | Christian Giscos (FRA)         |
| 1967      | Piet de Wit (NED)             | Mikhaïl Markov (URS)         | Dries Helsloot (NED)           |
| 1968      | Giuseppe Grassi (ITA)         | Cees Stam (NED)              | Benny Herger (SUI)             |
| 1969      | Bert Boom (NED)               | Cees Stam (NED)              | Jörg Peter (SUI)               |
| 1970      | Cees Stam (NED)               | Horst Gnas (RFA)             | Antoni Cerdà (ESP)             |
| 1971      | Horst Gnas (RFA)              | Rainer Podlesch (RFA)        | Gaby Minneboo (NED)            |
| 1972      | Horst Gnas (RFA)              | Jean Breuer (RFA)            | Gaby Minneboo (NED)            |
| 1973      | Horst Gnas (RFA)              | Rainer Podlesch (RFA)        | Gaby Minneboo (NED)            |
| 1974      | Jean Breuer (RFA)             | Martin Venix (NED)           | Miquel Espinós (ESP)           |
| 1975      | Gaby Minneboo (NED)           | Miquel Espinós (ESP)         | Jean Pinsello (FRA)            |
| 1976      | Gaby Minneboo (NED)           | Bartomeu Caldentey (ESP)     | Rainer Podlesch (RFA)          |
| 1977      | Gaby Minneboo (NED)           | Bartomeu Caldentey (ESP)     | Rainer Podlesch (RFA)          |
| 1978      | Rainer Podlesch (RFA)         | Mattheus Pronk (NED)         | Martin Rietveld (NED)          |
| 1979      | Mattheus Pronk (NED)          | Guido Van Meel (BEL)         | Gaby Minneboo (NED)            |
| 1980      | Gaby Minneboo (NED)           | Mattheus Pronk (NED)         | Bartomeu Caldentey (ESP)       |
| 1981      | Mattheus Pronk (NED)          | Rainer Podlesch (RFA)        | Max Hürzeler (SUI)             |
| 1982      | Gaby Minneboo (NED)           | Mattheus Pronk (NED)         | Rainer Podlesch (RFA)          |
| 1983      | Rainer Podlesch (RFA)         | Mattheus Pronk (NED)         | Walter Baumgartner (SUI)       |
| 1984      | Jan de Nijs (NED)             | Roberto Dotti (ITA)          | Ralf Stambula (RFA)            |
| 1985      | Roberto Dotti (ITA)           | Roland Königshofer (AUT)     | Mario Gentili (ITA)            |
| 1986      | Mario Gentili (ITA)           | Luigi Bielli (ITA)           | Roland Königshofer (AUT)       |
| 1987      | Mario Gentili (ITA)           | Vincenzo Colamartino (ITA)   | Roland Königshofer (AUT)       |
| 1988      | Vincenzo Colamartino (ITA)    | Roland Königshofer (AUT)     | Roland Renn (RFA)              |
| 1989      | Roland Königshofer (AUT)      | Tonino Vittigli (ITA)        | Thomas Königshofer (AUT)       |
| 1990      | Roland Königshofer (AUT)      | David Solari (ITA)           | Andrea Bellati (SUI)           |
| 1991      | Roland Königshofer (AUT)      | David Solari (ITA)           | Carsten Podlesch (GER)         |
| 1992      | Carsten Podlesch (GER)        | David Solari (ITA)           | Roland Königshofer (AUT)       |

### Professional i "Open" (1895-1994)
| Proves                                             | Or                          | Plata                       | Bronze                     |
| 1895                                               | Jimmy Michael (GBR)         | Henri Luyten (BEL)          | Hans Hofmann (GER)         |
| 1896                                               | Arthur Adalbert Chase (GBR) | Jack William Stocks (GBR)   | Franz Gerger (AUT)         |
| 1897                                               | Jack William Stocks (GBR)   | Arthur Adalbert Chase (GBR) | Fred Armstrong (GBR)       |
| 1898                                               | Richard Palmer (GBR)        |                             |                            |
| 1899                                               | Harry Gibson (CAN)          | Hugh Mclean (EUA)           | Alfred Boake (CAN)         |
| 1900                                               | Constant Huret (FRA)        | Edouard Taylor (FRA) (GBR)  | Émile Bouhours (FRA)       |
| 1901                                               | Thaddäus Robl (GER)         | Piet Dickentman (NED)       | Fritz Ryser (SUI)          |
| 1902                                               | Thaddäus Robl (GER)         | Émile Bouhours (FRA)        | Edouard-Henri Taylor (FRA) |
| 1903                                               | Piet Dickentman (NED)       | Thaddäus Robl (GER)         | Alfred Görnemann (GER)     |
| 1904                                               | Robert Walthour (EUA)       | César Simar (FRA)           | Arthur Vanderstuyft (BEL)  |
| 1905                                               | Robert Walthour (EUA)       | Paul Guignard (FRA)         | Piet Dickentman (NED)      |
| 1906                                               | Louis Darragon (FRA)        | Arthur Vanderstuyft (BEL)   | Jules Schwitzgubel (SUI)   |
| 1907                                               | Louis Darragon (FRA)        | Karel Verbist (BEL)         | Georges Parent (FRA)       |
| 1908                                               | Fritz Ryser (SUI)           | Eugenio Bruni (ITA)         | Arthur Vanderstuyft (BEL)  |
| 1909                                               | Georges Parent (FRA)        | Louis Darragon (FRA)        | Nat Butler (EUA)           |
| 1910                                               | Georges Parent (FRA)        | Léon Vanderstuyft (BEL)     | Robert Walthour (EUA)      |
| 1911                                               | Georges Parent (FRA)        | Louis Darragon (FRA)        | James-Henri Moran (EUA)    |
| 1912                                               | George Wiley (EUA)          | Elmer Collins (EUA)         | James-Henri Moran (EUA)    |
| 1913                                               | Paul Guignard (FRA)         | Jules Miquel (FRA)          | Richard Scheuermann (GER)  |
| No disputat per culpa de la Primera Guerra Mundial |                             |                             |                            |
| 1920                                               | Georges Sérès (FRA)         | Victor Linart (BEL)         | Paul Suter (SUI)           |
| 1921                                               | Victor Linart (BEL)         | Paul Suter (SUI)            | Paul Guignard (FRA)        |
| 1922                                               | Léon Vanderstuyft (BEL)     | Paul Suter (SUI)            | Gustave Ganay (FRA)        |
| 1923                                               | Paul Suter (SUI)            | Léon Parisot (FRA)          | Karl Wittig (GER)          |
| 1924                                               | Victor Linart (BEL)         | Georges Sérès (FRA)         | Leopoldo Torricelli (ITA)  |
| 1925                                               | Robert Grassin (FRA)        | Jan Snoek (NED)             | Georges Sérès (FRA)        |
| 1926                                               | Victor Linart (BEL)         | Gustave Ganay (FRA)         | Paul Suter (SUI)           |
| 1927                                               | Victor Linart (BEL)         | Paul Krewer (GER)           | Walter Sawall (GER)        |
| 1928                                               | Walter Sawall (GER)         | Henri Bréau (FRA)           | Victor Linart (BEL)        |
| 1929                                               | Georges Paillard (FRA)      | Victor Linart (BEL)         | Paul Krewer (GER)          |
| 1930                                               | Erich Möller (GER)          | Georges Paillard (FRA)      | Robert Grassin (FRA)       |
| 1931                                               | Walter Sawall (GER)         | Erich Möller (GER)          | Victor Linart (BEL)        |
| 1932                                               | Georges Paillard (FRA)      | Walter Sawall (GER)         | Erich Möller (GER)         |
| 1933                                               | Charles Lacquehay (FRA)     | Franco Giorgetti (ITA)      | Erich Metze (GER)          |
| 1934                                               | Erich Metze (GER)           | Paul Krewer (GER)           | Edoardo Severgnini (ITA)   |
| 1935                                               | Charles Lacquehay (FRA)     | Erich Metze (GER)           | Georges Ronsse (BEL)       |
| 1936                                               | André Raynaud (FRA)         | Charles Lacquehay (FRA)     | Georges Ronsse (BEL)       |
| 1937                                               | Walter Lohmann (GER)        | Ernest Terreau (FRA)        | Adolf Schön (GER)          |
| 1938                                               | Erich Metze (GER)           | Walter Lohmann (GER)        | Edoardo Severgnini (ITA)   |
| No disputat per culpa de la Segona Guerra Mundial  |                             |                             |                            |
| 1946                                               | Elio Frosio (ITA)           | Jacques Besson (SUI)        | Louis Chaillot (FRA)       |
| 1947                                               | Raoul Lesueur (FRA)         | Jean-Jacques Lamboley (FRA) | Jan Pronk (NED)            |
| 1948                                               | Jean-Jacques Lamboley (FRA) | Elio Frosio (ITA)           | August Meuleman (BEL)      |
| 1949                                               | Elio Frosio (ITA)           | Jan Pronk (NED)             | Raoul Lesueur (FRA)        |
| 1950                                               | Raoul Lesueur (FRA)         | Jan Pronk (NED)             | Georges Sérès junior (FRA) |
| 1951                                               | Jan Pronk (NED)             | Andreas Leliaert (BEL)      | Henri Lemoine (FRA)        |
| 1952                                               | Adolph Verschueren (BEL)    | Walter Lohmann (RFA)        | Henri Lemoine (FRA)        |
| 1953                                               | Adolph Verschueren (BEL)    | Roger Queugnet (FRA)        | Henri Lemoine (FRA)        |
| 1954                                               | Adolph Verschueren (BEL)    | Jan Pronk (NED)             | Joe Bunker (AUS)           |
| 1955                                               | Guillem Timoner (ESP)       | Walter Bucher (SUI)         | Giuseppe Martino (ITA)     |
| 1956                                               | Graham French (AUS)         | Guillem Timoner (ESP)       | Walter Bucher (SUI)        |
| 1957                                               | Paul Depaepe (BEL)          | Walter Bucher (SUI)         | Graham French (AUS)        |
| 1958                                               | Walter Bucher (SUI)         | Guillem Timoner (ESP)       | Wouter Wagtmans (NED)      |
| 1959                                               | Guillem Timoner (ESP)       | Walter Bucher (SUI)         | Norbert Koch (NED)         |
| 1960                                               | Guillem Timoner (ESP)       | Martin Wierstra (NED)       | Norbert Koch (NED)         |
| 1961                                               | Karl-Heinz Marsell (RFA)    | Paul Depaepe (BEL)          | Max Meier (SUI)            |
| 1962                                               | Guillem Timoner (ESP)       | Paul Depaepe (BEL)          | Leo Wickihalder (SUI)      |
| 1963                                               | Leo Proost (BEL)            | Paul Depaepe (BEL)          | Robert Varnajo (FRA)       |
| 1964                                               | Guillem Timoner (ESP)       | Leo Proost (BEL)            | Karl-Heinz Marsell (RFA)   |
| 1965                                               | Guillem Timoner (ESP)       | Romain De Loof (BEL)        | Jacob Oudkerk (NED)        |
| 1966                                               | Romain De Loof (BEL)        | Ehrenfried Rudolph (RFA)    | Leo Proost (BEL)           |
| 1967                                               | Leo Proost (BEL)            | Romain De Loof (BEL)        | Domenico De Lillo (ITA)    |
| 1968                                               | Leo Proost (BEL)            | Piet De Wit (NED)           | Ehrenfried Rudolph (RFA)   |
| 1969                                               | Jacob Oudkerk (NED)         | Theo Verschueren (BEL)      | Domenico De Lillo (ITA)    |
| 1970                                               | Ehrenfried Rudolph (RFA)    | Theo Verschueren (BEL)      | Piet De Wit (NED)          |
| 1971                                               | Theo Verschueren (BEL)      | Jacob Oudkerk (NED)         | Domenico De Lillo (ITA)    |
| 1972                                               | Theo Verschueren (BEL)      | Cees Stam (NED)             | Dieter Kemper (RFA)        |
| 1973                                               | Cees Stam (NED)             | Piet De Wit (NED)           | Christian Raymond (FRA)    |
| 1974                                               | Cees Stam (NED)             | Theo Verschueren (BEL)      | Attilio Benfatto (ITA)     |
| 1975                                               | Dieter Kemper (RFA)         | Cees Stam (NED)             | Jan Breur (NED)            |
| 1976                                               | Wilfried Peffgen (RFA)      | Cees Stam (NED)             | Walter Avogadri (ITA)      |
| 1977                                               | Cees Stam (NED)             | Wilfried Peffgen (RFA)      | Pietro Algeri (ITA)        |
| 1978                                               | Wilfried Peffgen (RFA)      | Martin Venix (NED)          | Cees Stam (NED)            |
| 1979                                               | Martin Venix (NED)          | Wilfried Peffgen (RFA)      | Cees Stam (NED)            |
| 1980                                               | Wilfried Peffgen (RFA)      | René Kos (NED)              | Bruno Vicino (ITA)         |
| 1981                                               | René Kos (NED)              | Bruno Vicino (ITA)          | Wilfried Peffgen (RFA)     |
| 1982                                               | Martin Venix (NED)          | Wilfried Peffgen (RFA)      | Bruno Vicino (ITA)         |
| 1983                                               | Bruno Vicino (ITA)          | René Kos (NED)              | Martin Havik (NED)         |
| 1984                                               | Horst Schütz (RFA)          | Max Hürzeler (SUI)          | Constant Tourné (BEL)      |
| 1985                                               | Bruno Vicino (ITA)          | Danny Clark (AUS)           | Werner Betz (RFA)          |
| 1986                                               | Bruno Vicino (ITA)          | Constant Tourné (BEL)       | Giovanni Renosto (ITA)     |
| 1987                                               | Max Hürzeler (SUI)          | Danny Clark (AUS)           | Werner Betz (RFA)          |
| 1988                                               | Danny Clark (AUS)           | Constant Tourné (BEL)       | Walter Brugna (ITA)        |
| 1989                                               | Giovanni Renosto (ITA)      | Walter Brugna (ITA)         | Torsten Rellensmann (RFA)  |
| 1990                                               | Walter Brugna (ITA)         | Peter Steiger (SUI)         | Danny Clark (AUS)          |
| 1991                                               | Danny Clark (AUS)           | Peter Steiger (SUI)         | Arno Kuttel (SUI)          |
| 1992                                               | Peter Steiger (SUI)         | Jens Veggerby (DEN)         | Antonio Fanelli (ITA)      |
| 1993                                               | Jens Veggerby (DEN)         | Roland Königshofer (AUT)    | Carsten Podlesch (GER)     |
| 1994                                               | Carsten Podlesch (GER)      | Roland Königshofer (AUT)    | Alessandro Tresin (ITA)    |